# Zdeněk Botek
Zdeněk Botek (* 9. dubna 1951 Uherské Hradiště) je český pedagog, v letech 1996 až 2022 ředitel Gymnázia Uherské Hradiště, v letech 2007 až 2011 předseda České asociace stolního tenisu.

## Život
Vystudoval matematiku na Přírodovědecké fakultě Univerzity Jana Evangelisty Purkyně v Brně (dnes Masarykova univerzita), promoval v roce 1974. O dva roky později úspěšně absolvoval na téže fakultě rigorózní řízení v oboru matematická informatika (získal titul RNDr.). V roce 1986 se stal docentem v oboru teoretická kybernetika a matematická informatika.
V letech 1974 až 1996 působil postupně jako asistent, odborný asistent a docent na Katedře aplikované matematiky Přírodovědecké fakulty UJEP v Brně, kterou také několik let vedl. Pracoval také jako vedoucí Katedry informačních systémů na Fakultě informatiky Masarykovy univerzity.
Od roku 1996 stojí v čele Gymnázia Uherské Hradiště a od roku 2012 působí i jako docent na Fakultě logistiky a krizového řízení Univerzity Tomáše Bati ve Zlíně (fakulta sídlí v Uherském Hradišti).
Angažoval se v letech 1988 až 2012 jako předseda TJ Spartak Hluk. Mezi lety 2007 až 2011 byl předsedou České asociace stolního tenisu.
Zdeněk Botek je ženatý, žije ve městě Hluk na Uherskohradišťsku. S manželkou Vladislavou spolu mají tři děti, dcery Andreu a Vladislavu a syna Zdeňka.

## Politická angažovanost
Do roku 1989 byl členem KSČ. Má negativní lustrační osvědčení.
Ve volbách do Senátu PČR v roce 2014 kandidoval jako nestraník za hnutí KRUH (Koalice pro rozvoj Uherského Hradiště) a hnutí ANO 2011 v obvodu č. 81 – Uherské Hradiště. Se ziskem 11,90 % hlasů skončil na 3. místě a nepostoupil tak do kola druhého.